# Giovellina
Giovellina (en corse : Ghjuvillina [ɟuwilˈliːna]) est une ancienne piève de Corse. Située dans le centre-nord de l'île, elle relevait de la province de Corte sur le plan civil et du diocèse d'Aléria sur le plan religieux.
Postée en rive gauche de la moyenne vallée du Golo, au débouché de la Scala di Santa Regina qui la sépare du Niolo, la piève de Giovellina constitue l'extrémité septentrionale du Cortenais.

## Géographie

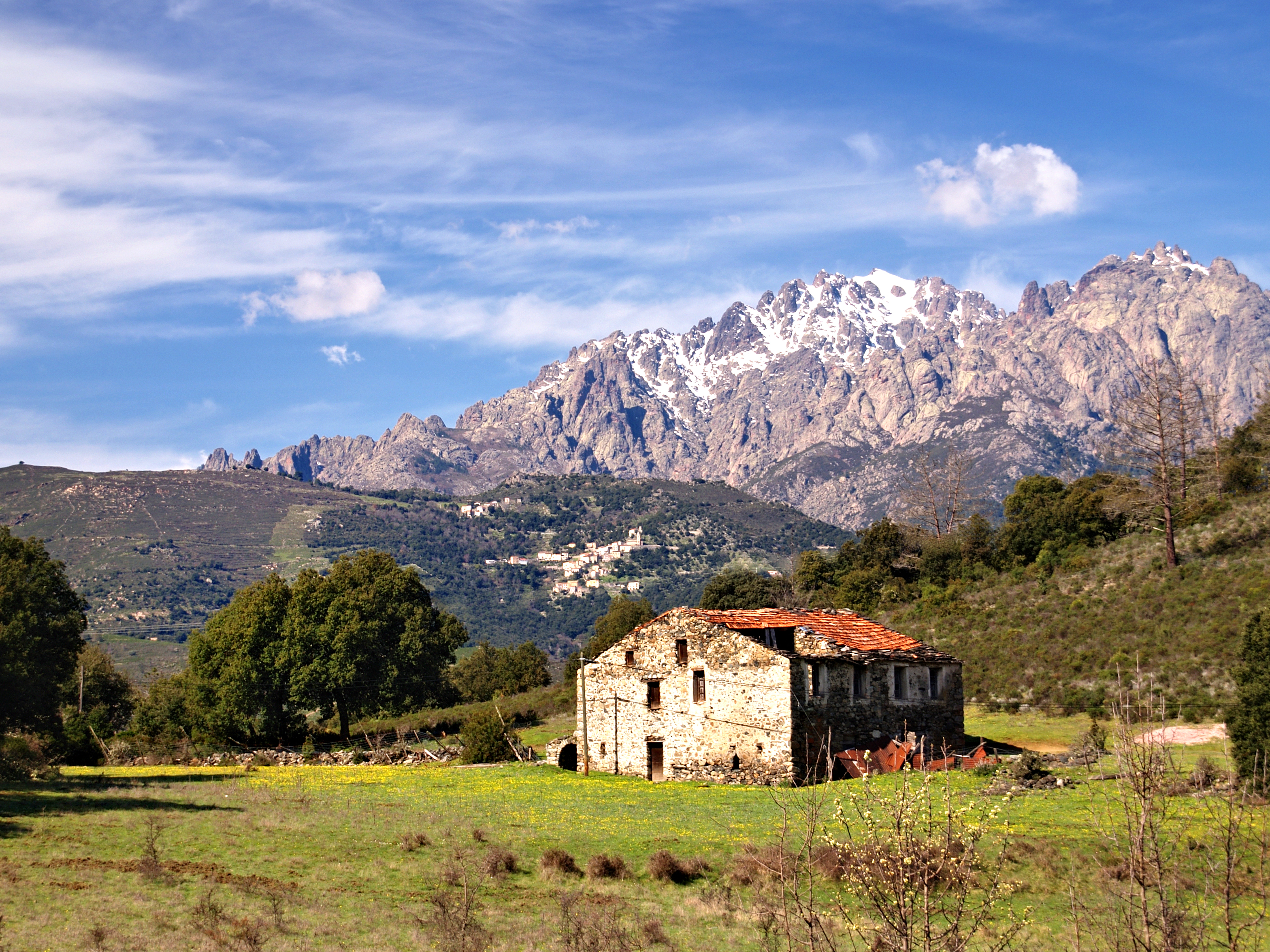
Vue sur Prato-di-Giovellina et les aiguilles de Popolasca.

Au début du XVIe siècle, Mgr Agostino Giustiniani, évêque de Nebbio, écrivait dans son Dialogo nominato Corsica :

« La première piève que nous rencontrons est celle de Giovellina, qui compte cent cinquante feux répartis en quatre villages. Elle se trouve au-delà du Golo et confine au Niolo ; son église est sous l'invocation de S. Gervais et S. Protais ; les habitants sont pour la plupart agriculteurs. Le pays produit du blé, de la cire et du miel. »

— Mgr Agostino Giustiniani in Description de la Corse, traduction de l'abbé Letteron in Histoire de la Corse, Tome I - 1888. p. 49
Les pièves voisines de Giovellina sont :
Les habitants de la piève de Giovellina sont les Ghjuvillinacci.

### Composition

#### Piedigriggio
Piedigriggio occupe le quart nord-est de la microrégion. Son territoire est le plus bas de la Giovellina. Le village est bâti à une altitude moyenne de 350 m. Ce village de caractère est typique de la région avec ses ruelles étroites et ses hautes maisons aux façades austères[réf. nécessaire].

#### Popolasca
Popolasca occupe la partie nord-ouest de la Giovellina. Avec une superficie de 10,24 km2, elle est la plus petite commune de la microrégion. Le village est bâti en montagne, sur un éperon rocheux à une altitude moyenne de 700 mètres.

#### Prato-di-Giovellina
Prato-di-Giovellina occupe la partie sud-est de la Giovellina. Bâti à flanc de montagne, le village aux maisons anciennes rénovées, est composé de trois hameaux étagés.

#### Castiglione
Castiglione est la commune la plus étendue des 4 avec une superficie de 23,17 km2. Elle occupe un bon quart sud-ouest de la Giovellina. Le village est bâti à 726 m d'altitude, sur un éperon rocheux.

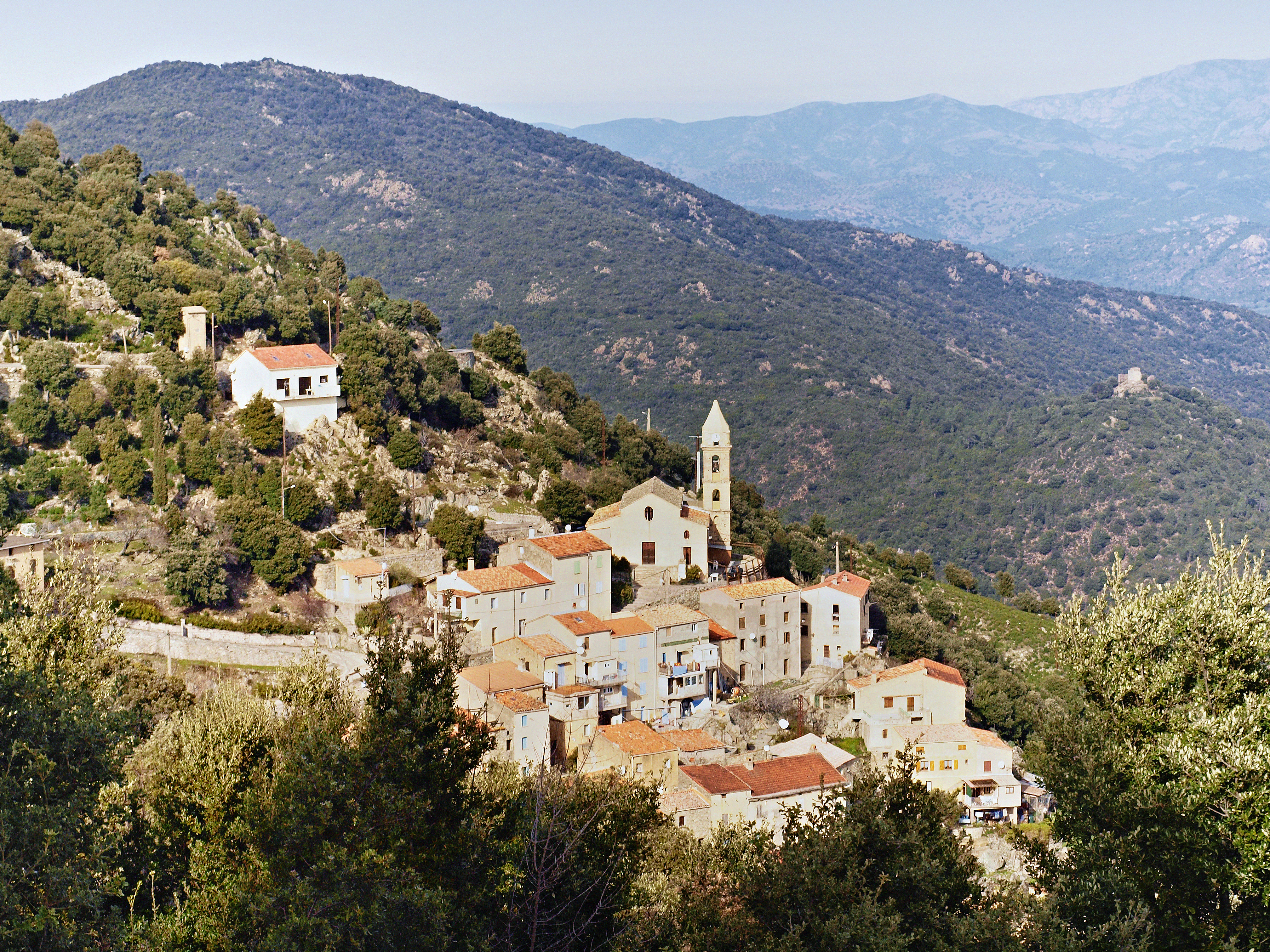
Vue de Prato
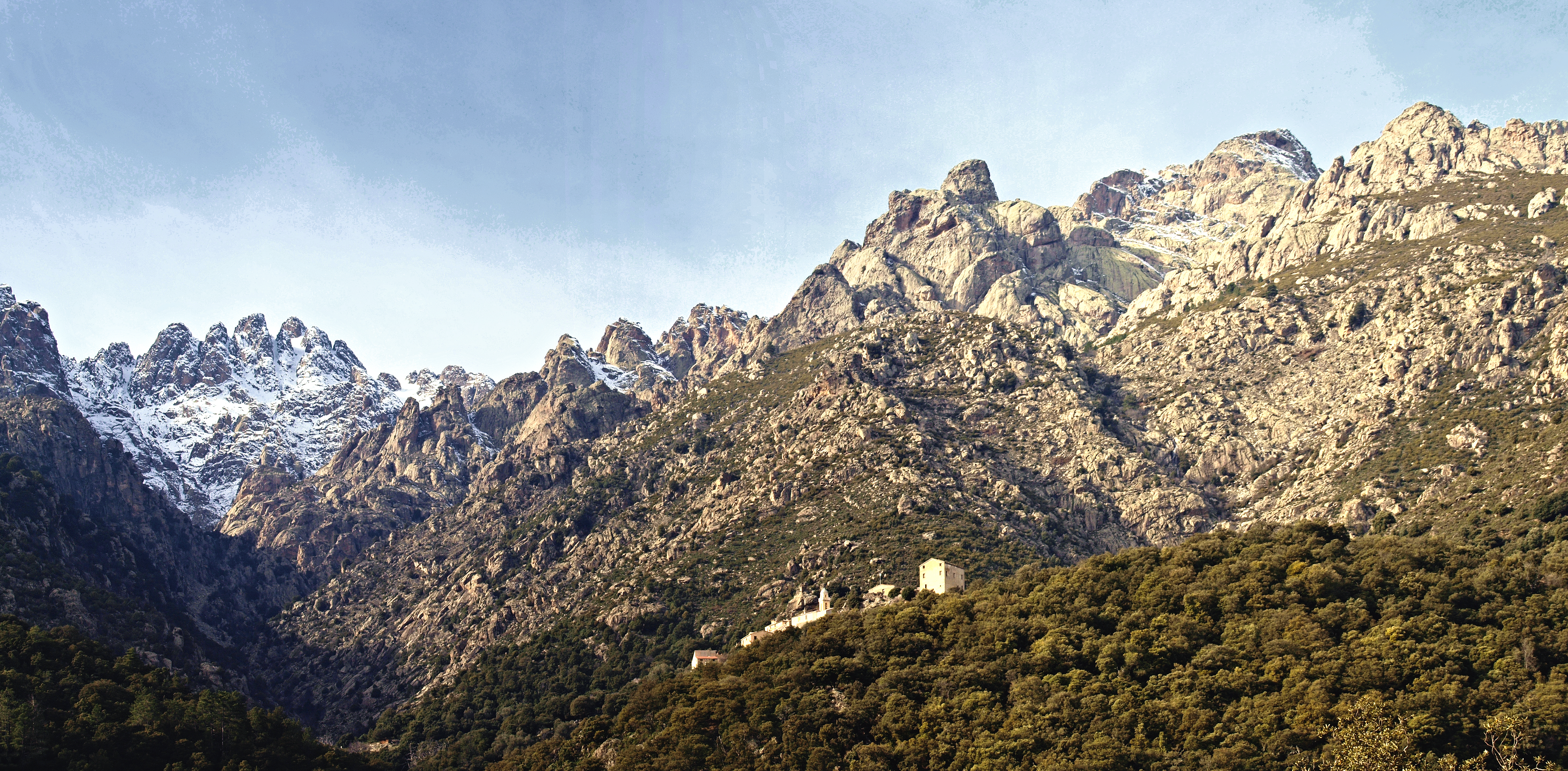
Vue de Castiglione et ses aiguilles
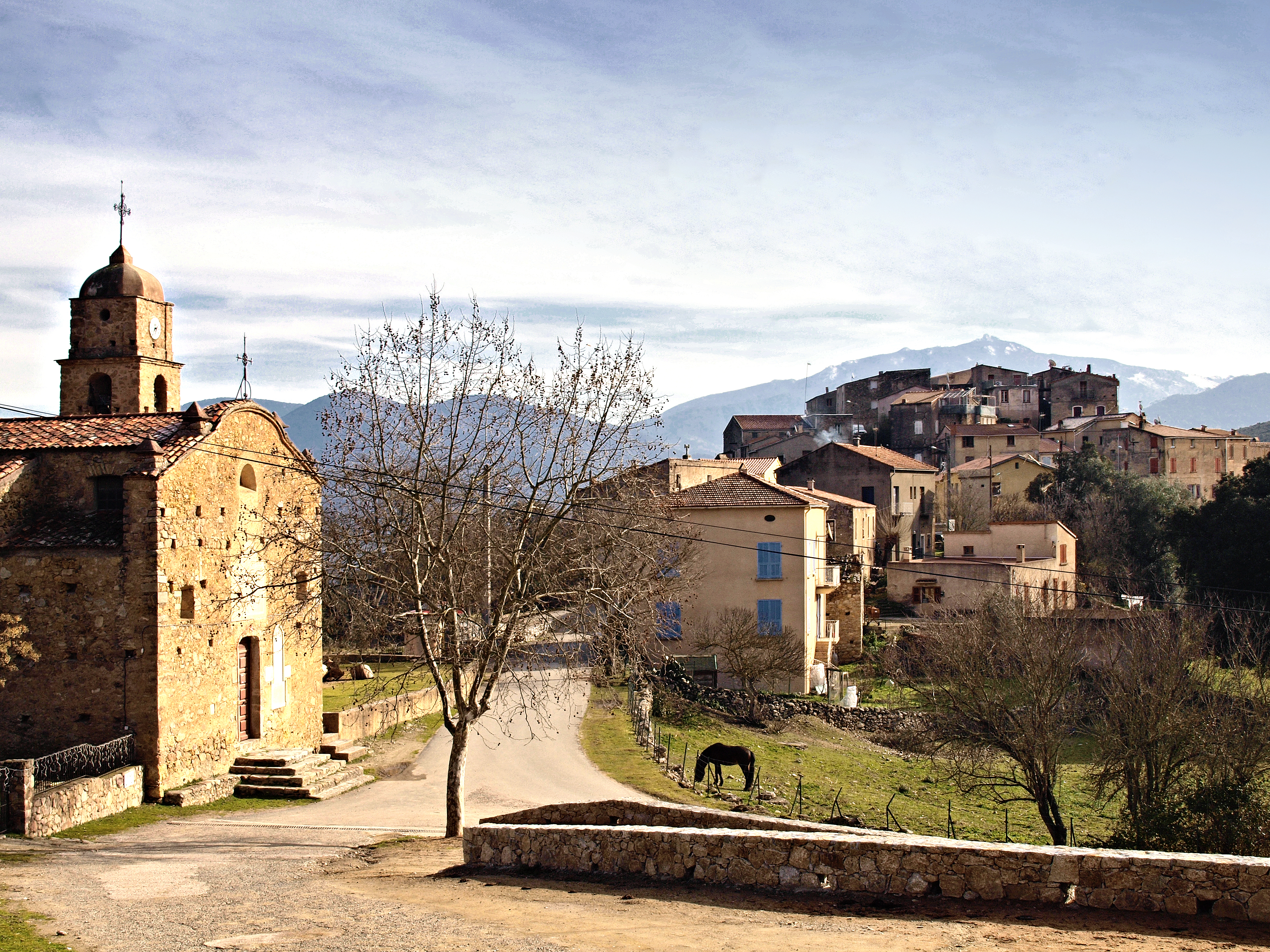
Vue de Piedigriggio
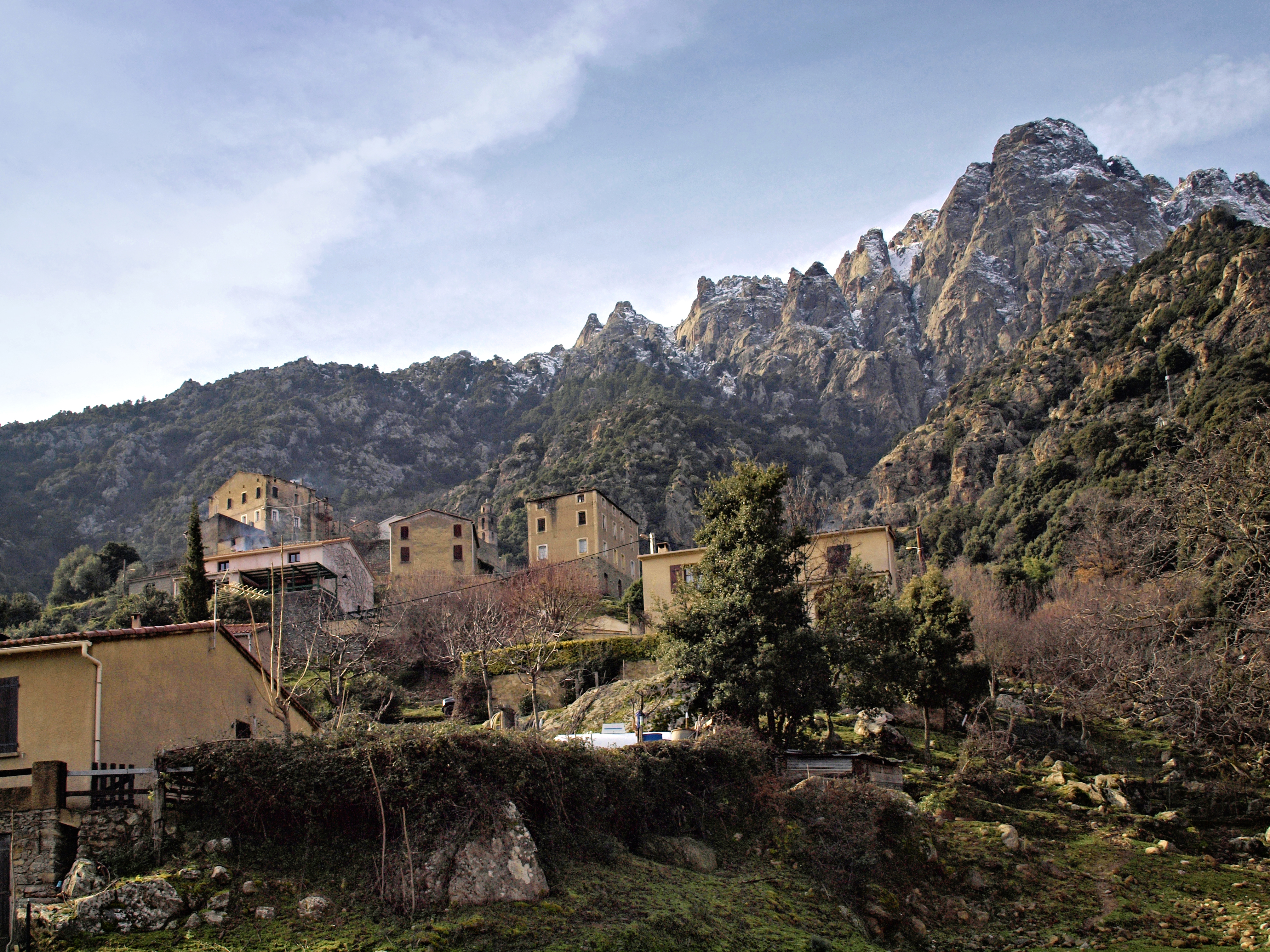
Vue de Popolasca

### Relief
Son territoire s'étale depuis le massif montagneux de la Runinaia et des aiguilles de Popolasca à l'ouest jusqu'au fleuve Golo à l'est. Ce massif culmine au Traunatu ou Cima a i Mori (2 180 m - Castiglione) et comprend également la Rundinaia (1 658 m - Castiglione), massif d'aiguilles cher aux habitants de Castiglione.
C'est l'un des bassins versants gauches du Golo avec plusieurs petits cours d'eau naissant sur les flancs du massif. Deux ruisseaux collectent l'eau des rus et alimentent le Golo, le ruisseau de Fiuminale au nord et le ruisseau de Canavaghiola au sud.
Dans les parties basses, le sol porte visiblement les stigmates d'une déforestation ancienne opérée pour créer des zones de culture. Les terrasses de cultures ainsi que les murs de clôture en pierre sèche, les paillers, sont visibles, même dans les endroits où la nature a repris ses droits depuis la désertification de l'intérieur. Des forêts de bas chênes verts clairsemés couvrent désormais les abords des routes et des villages. Sur les hauteurs, on découvre des bois plus denses de hauts chênes verts, des pins au-dessus de Popolasca puis la roche à nu des aiguilles.
L'élevage bovin principalement, demeure la principale activité de la région.

### Accès
La Giovellina est traversée du nord au sud par la route D18 depuis sa jonction avec la RN 193 au lieu-dit Taverna (Piedigriggio) jusqu'à proximité de Ponte-Castirla, un hameau de Castirla. La D18 se poursuit jusqu'à Corte. Elle dessert les 4 villages de la microrégion.
La route D118 qui prend naissance à l'entrée nord de la localité de Francardo (Omessa) pénètre dans la Giovellina par Prato.

## Histoire

### Moyen Âge
Pour assurer une meilleure tranquillité du commerce, Pise et Gênes combattent les bases sarrasines qui restent en Corse en 1015, une fois la reconquête de la Corse achevée.
Au cours de la seconde moitié du XIe siècle, lors du renouveau de l'église de Corse, le territoire de l'île est réorganisé. En 1077 Grégoire VII promet à la population insulaire de remédier, par l'intermédiaire de Landolfo, l'évêque élu de Pise, à la situation politique agitée en imposant l'autorité de l'Église et en chassant les "envahisseurs". Il délégua aussitôt le premier marquis de Massa qui passa en Corse avec l'un de ses fils, où il combattit tous les seigneurs rebelles et exerça son autorité sur l'île.
Le marquis Alberto IV Rufo aurait chassé les Sarrasins de Rome et contribué à la défense de la Corse. Ses descendants, marquis de Massa ou de Parodi, sur le continent, joignirent constamment à leurs titres celui de marquis de Corse. Le pouvoir des marquis de Massa di Corsica s'étendait sur tout le « Deçà-des-Monts ». Appauvris par leur accroissement, affaiblis par la révolte de leurs vicomtes, il leur reste encore en 1250, plusieurs pievi dont celle de Caccia.
Après la fusion opérée entre 649 et 754, les cinq évêchés de l'île (Ajaccio, Aléria, Nebbio, Mariana et Sagone) sont réactivés. L'évêque d'Aléria apparaît déjà dans la documentation écrite en 1095. Celui de Mariana est documenté à partir de 1115. Enfin, l'évêque de Nebbio apparaît pour la première fois dans la documentation écrite en 1118.

Les cinq diocèses sont morcelés. La Haute-Corse actuelle était divisée en quarante-huit pièves. La Giovellina faisait partie de la piève de Caccia, dans l'évêché de Mariana.
La Giovellina fut longtemps sous l'influence de la grande famille des seigneurs Amondaschi. Le comte Ugo della Colonna, une fois l'île soumise à son autorité, donna à son compagnon d'arme, Amondo Nasica, Avoglino (Giovellina) avec tout le bassin du Golo ; c'est cet Amondo qui a donné son nom aux Amondaschi. C'est dans un acte daté des environs de 1080, qu'apparaissent, comme témoins, Ansifredo Amundasco, ses fils et ses frères.
Les témoignages du passage des Pisans et des Génois sont nombreux, ne serait-ce qu'avec les vestiges à Prato-di-Giovellina de l'ancienne chapelle piévane San Cervone romane du XIIe siècle, de l'ensemble fortifié Castellu di Serravalle construit par des seigneurs insulaires probablement au XIIIe siècle, de la tour génoise carrée du Monte Albano, une des rares tours qui se trouvent à l'intérieur de l'île, ainsi que d'autres ruines et des ponts sur le Golo. L'existence de ponts génois permet d'établir que, par le passé, la Jovellina était traversée par des chemins de transhumance servant également au commerce de biens entre l'intérieur de l'île et son littoral, oriental ou balanin.

### Temps modernes
Du XVIe siècle au XVIIIe siècle, la piève de Jovellina est sous domination génoise, dans le diocèse d'Aléria.
Vers 1520 la pieve d'environ 700 habitants, comportait les lieux habités suivants :
- Pedegriso, aujourd'hui Piedigriggio ;
- la Pupulatia, aujourd'hui Popolasca ;
- li Castiglioni, aujourd'hui Castiglione ;
- lo Prato, aujourd'hui Prato-di-Giovellina.

Au début du XVIIIe siècle, Jovellina se trouvait dans la juridiction provinciale de Corte. Avant les événements qui, dès 1729, agitèrent cette région pendant la grande révolte des Corses contre Gênes, l’abbé Francesco Maria Accinelli à qui Gênes avait demandé d'établir à des fins militaires une estimation des populations à partir des registres paroissiaux, écrivait : 

« Di là dal fiume Guolo à Tramontana è situata la Pieve Giovellina, che contiene 553.abitanti. il fiume Caccianinco la divida dal fiume di Caccia, et è situata frà colline à piedi di montagna, li suoi Villaggi sono Popolasca, Casiglione, Prato, e Piè di griggio. »

— Francesco Maria Accinelli in L’histoire de la Corse vue par un Génois du XVIIIe siècle - Transcription d’un manuscrit de Gênes - ADECEC Cervioni et l’Association FRANCISCORSA Bastia 1974
Poursuivant, Accinelli rapporte : « Il Vescovato di Alleria, che è il più di tutti pingue hà 2000.Scudi d’oro di entrata, e contiene 19.Pievi : Giovellina, Campoloro, Verde, Opino, Serra, Bozio, Allessani, Orezza, Vallerustie, Tralcini, Venaco, Rogna, Corsa, Covasina, Castello ò sia Vivario, Niolo, Carbini, et Aregno in la Balagna. [...] Giurisditione di Corte : Pieve di Giovellina : Popolasca 115. Castiglione 190. Prato, e Pièdigrigio 248. ».
- 1768 - Sur la carte dressée par Le Rouge, ingénieur géographe du Roy, sur laquelle « sont marquées toutes les paroisses et tous les principaux hameaux de chaque pieve, rectifiée en l'année 1740 selon les ordres de Monsieur le Marquis de Maillebois », les pievi di Caccia et de Givetina apparaissent bien distinctes.
- 1769 - La Corse passe sous administration militaire française. La pieve de Jovellina prend le nom de pieve de Golo qui devient le canton du Golo en 1793.

- 1790 - 12 juillet, les cinq diocèses de la Corse (Ajaccio, Aléria, Bastia, Mariana et Nebbio) sont ramenés à un seul.

## La piévanie
Le centre de la pieve ou la plebania en latin, se situait au lieu nommé « Pieve » - Commune de Prato-di-Giovellina, sur les cartes de l'IGN, sur un petit plateau (347 m d'altitude) au-dessus du vallon du ruisseau de Canavaghiola. Pieve est encore appelée localement a Tribuna. Elle était dominée par le castello di Serravalle, sous sa protection au XIIIe siècle.
Selon Mgr Agostino Giustiniani et Mgr Nic. Mascardi, le titre de la plebania de Giovellina, était S. Gervais et Protais".

### L'église principale
L'église San Cervone (Saint-Cerbon de Populonia), a longtemps était considérée comme l'église principale de la pieve. Elle se trouve à 15 min de marche de l'église piévane S. Gervais et Protais. Ces deux églises sont en grande partie ruinées.
La Pieve ou église principale, était un lieu de pouvoir et un endroit où l'on exerçait la justice. Les vestiges de ce tribunal religieux datent de l'épopée romane. Ils paraissent représenter une bourgade romaine.
L'édifice religieux, de style roman pisan corse, date du XIIe siècle. L'église était de plan simple, à nef unique prolongée d'une abside de plan semi-circulaire orientée à l'est, « vers Rome ». La façade principale ou occidentale présente un portail encore surmonté d'un tympan et des murs dont l'appareillage de dalles de parement a été dépouillé à de nombreux endroits depuis longtemps.